# Sörby, Mjölby kommun

Sörby var en gård från medeltiden i Mjölby socken (nuvarande Mjölby kommun). 

## Historik
År 1414 ålades vid räfsteting herr Karls av Tofta arvingar att inom 6 veckor bevisa sin lagliga åtkomst av Sörby, Sörbytorp och Lundby samt en kvarn i Mjölby gård, på vilka herr Martin, kantor i Linköping, framlagt anspråk. Sörby hörde åtminstone delvis under 1600-talet till Hulterstad. Ägdes 1910 av J. A. Jakobsson, samt två andra.

## Areal
Sörby bestod av 2 mantal.